# Táňa Pauhofová
Táňa Pauhofová (Tatiana Pauhofova) est une actrice slovaque née le 13 août 1983 à Bratislava.

## Biographie
Actrice de cinéma, de télévision et de théâtre, Tatiana Pauhofova est « considérée comme l'une des actrices slovaques les plus polyvalentes ». Elle tient notamment le premier rôle de la mini-série Sacrifice d’Agnieszka Holland
, en 2014, ou encore dans des films comme Kruté radosti (en) en 2002, Kousek nebe (cs) en 2005, dans Muzika en 2008 ou Nezné vlny en 2013.
En 2015, elle incarne l'actrice tchèque Lída Baarová dans un biopic,,.
Elle reçoit en 2007 le prix pour les Shooting Stars de la Berlinale.

## Filmographie (sélection)
(juillet 2023).
- Bábovky 2020 : Renata
- Bez vědomí (Un espion très recherché) 2019 : Marie Skalova
- Nina 2018 : Ada
- The Devil’s Mistress (Lída Baarová) 2015 : Lída Baarová
- Hořící keř (Sacrifice) 2013 : Dagmar Burešova
- Terapie (2011) : Sandra
- True Story of Janosik and Uhorcik (2009)
- 3 sezóny v pekle (2009) : Hana
- Fabrika smrti: mladá krv (2009)
- Chuť leta (2009) (TV)
- "Obchod so šťastím" (2009) TV
- Smog (2009)
- Vlna (2009) TV
- Zlatá voči (2009) (TV)
- Ženy môjho muža (2009)
- Soukromé pasti (2008) TV
- BrainStorm (2008) (TV)
- Tři životy (2007) (TV)
- Polčas rozpadu (2007) (TV)
- Muzika (2007) (TV)
- Poslední sezóna (2006)
- Kousek nebe (2005) .... Dana
- Indián a sestřička (2005) .... Kajovka
- Siegfried (2004)
- Trampoty vodníka Jakoubka (2004) (TV)
- Čert ví proč (2003) .... Princess Anna
- Pokrevní vztahy (2003) .... Marienka
- Kruté radosti (2002) .... Valentina
- Len treba chcieť (1997)
- Čaro múdrosti a lásky (1997)
- Vater wider willen (1995)
- Hu-hu bratia (1995) (TV)
- Škriatok (1995) TV

## Sources
1. ↑  Interview sur Cineuropa
2. ↑  20 minutes, 2014.
3. ↑  www.lemonde.fr, 27 mars 2014.
4. ↑  zivotopis.osobnosti.cz
5. ↑  Dennik.sk
6. ↑  style.hnonline.sk
7. ↑  hn.hnonline.sk

## Ressources
- Notices d'autorité :   - VIAF
  - ISNI
  - BnF (données)
  - IdRef
  - LCCN
  - GND
  - Pologne
  - NUKAT
  - Tchéquie
  - WorldCat
- Ressources relatives à l'audiovisuel :   - AllMovie
  - Allociné
  - Filmportal
  - IMDb
- Ressource relative à la musique :   - MusicBrainz